# 五爪木
五爪木（学名：Osmoxylon lineare），為五加科蘭嶼八角金盤屬下一種常綠灌木。園藝栽培一般株高0.5~1公尺，原生地高可達5公尺。馬來西亞與菲律賓為五爪木原生地。五爪木屬名Osmoxylon由希臘文osme（香）與xylon（木）二字組合而成，意指本屬有部份種類的木材具香味。種名 lineare為拉丁文「線」的意思，指出五爪木的葉子有線形裂片的特徵。

## 特徵

### 葉
五爪木的葉片形狀特殊，極具觀賞價值。葉片具掌狀深裂，裂片4~6片，一般為5片，因而得「五爪」之名。如扇狀的葉片寬約15~20公分，細長的裂片寬約1~1.5公分，在枝端形成蓮花座般的巨型花狀。

### 花
五爪木為兩性花，複合繖形花序，常組成總狀花序或圓錐花序，頂生。雌花先開，開花後子房先發育成乳白色幼果，果實逐漸成熟為紫黑色時，雄花序才會伸長至比果實高的位置再行開花，形成一個花序上有花有果的奇特景象。

## 用途
五爪木不僅花、葉結構奇特，植株整體也給人清新獨特的感覺，是普受歡迎的觀賞植物。園藝栽培以斑葉品種為主，有葉片具黃色斑紋的斑葉五爪木Osmoxylon lineare 'Variegata'以及葉片全黃的黃金五爪木Osmoxylon lineare 'Goldfingers'。

## 圖示

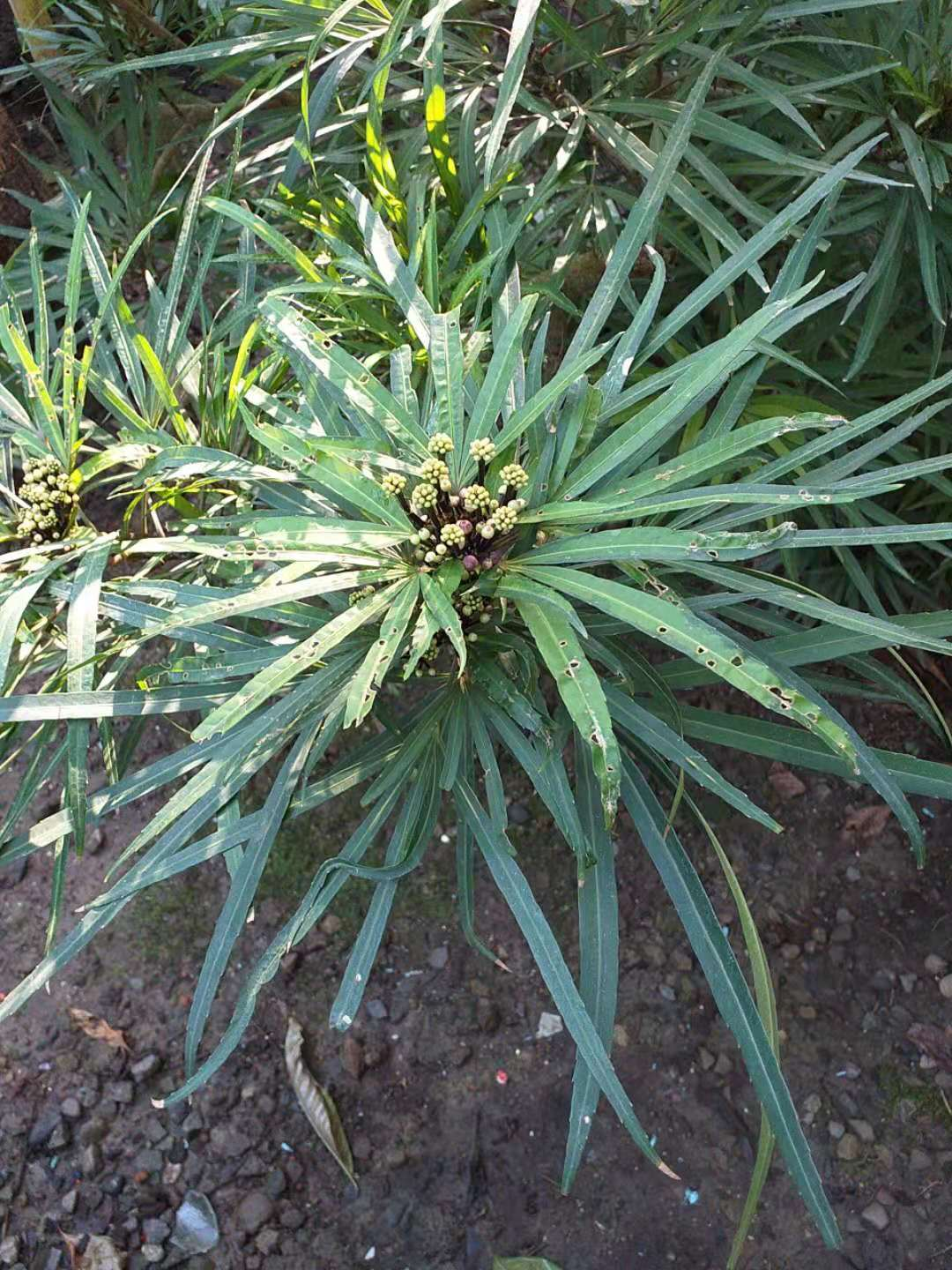
花與葉
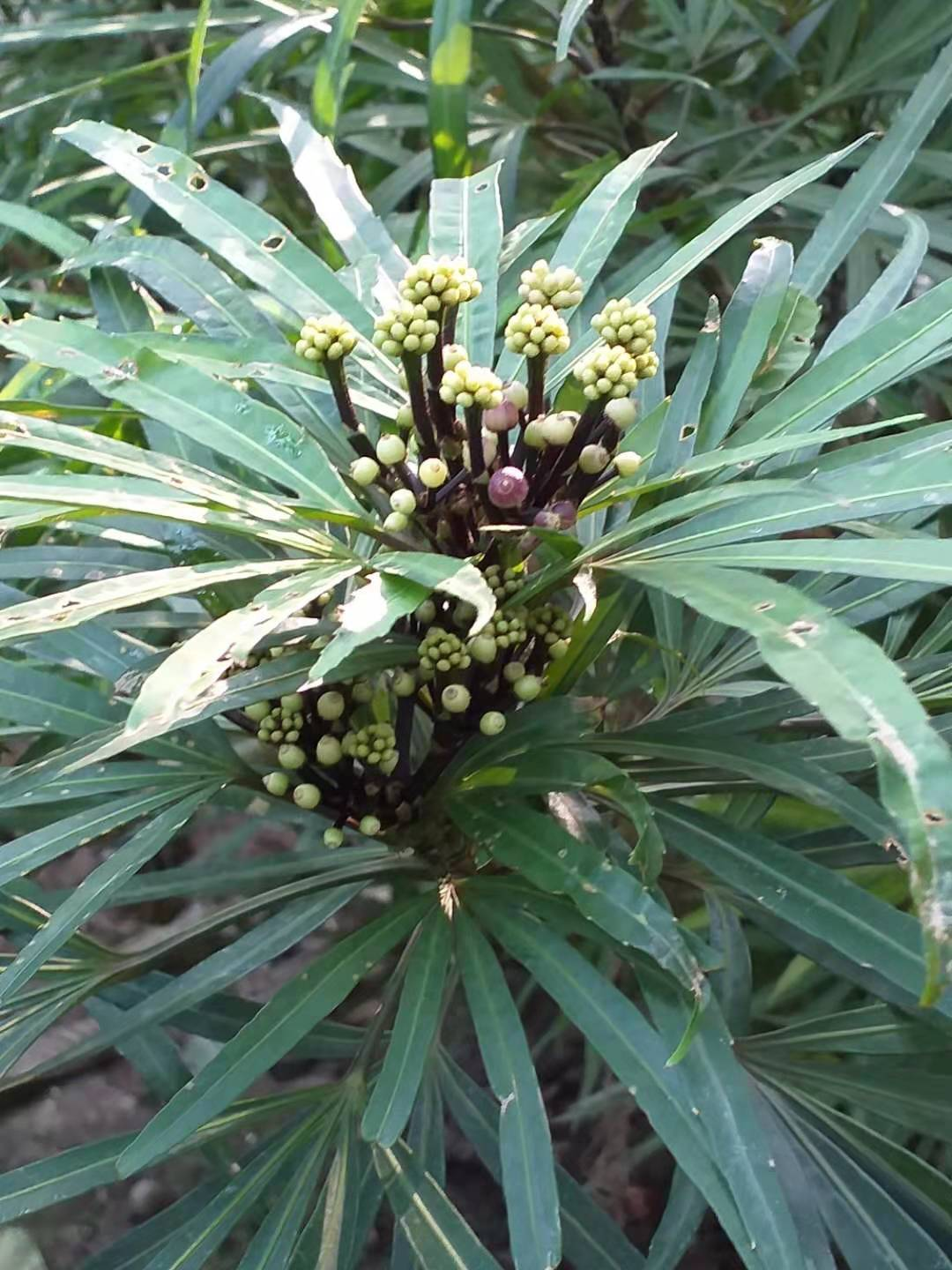
花與葉
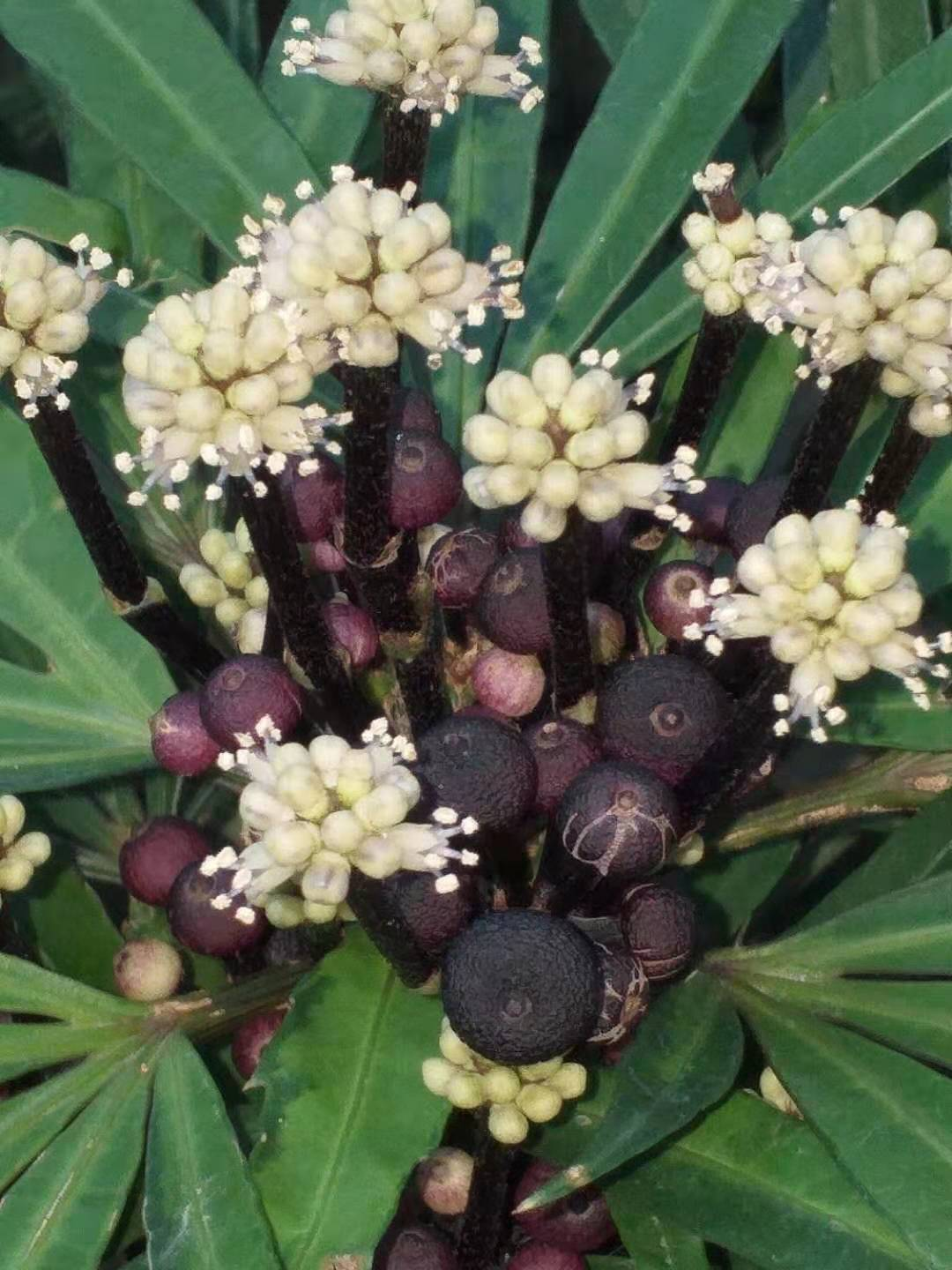
果實與雄性花序
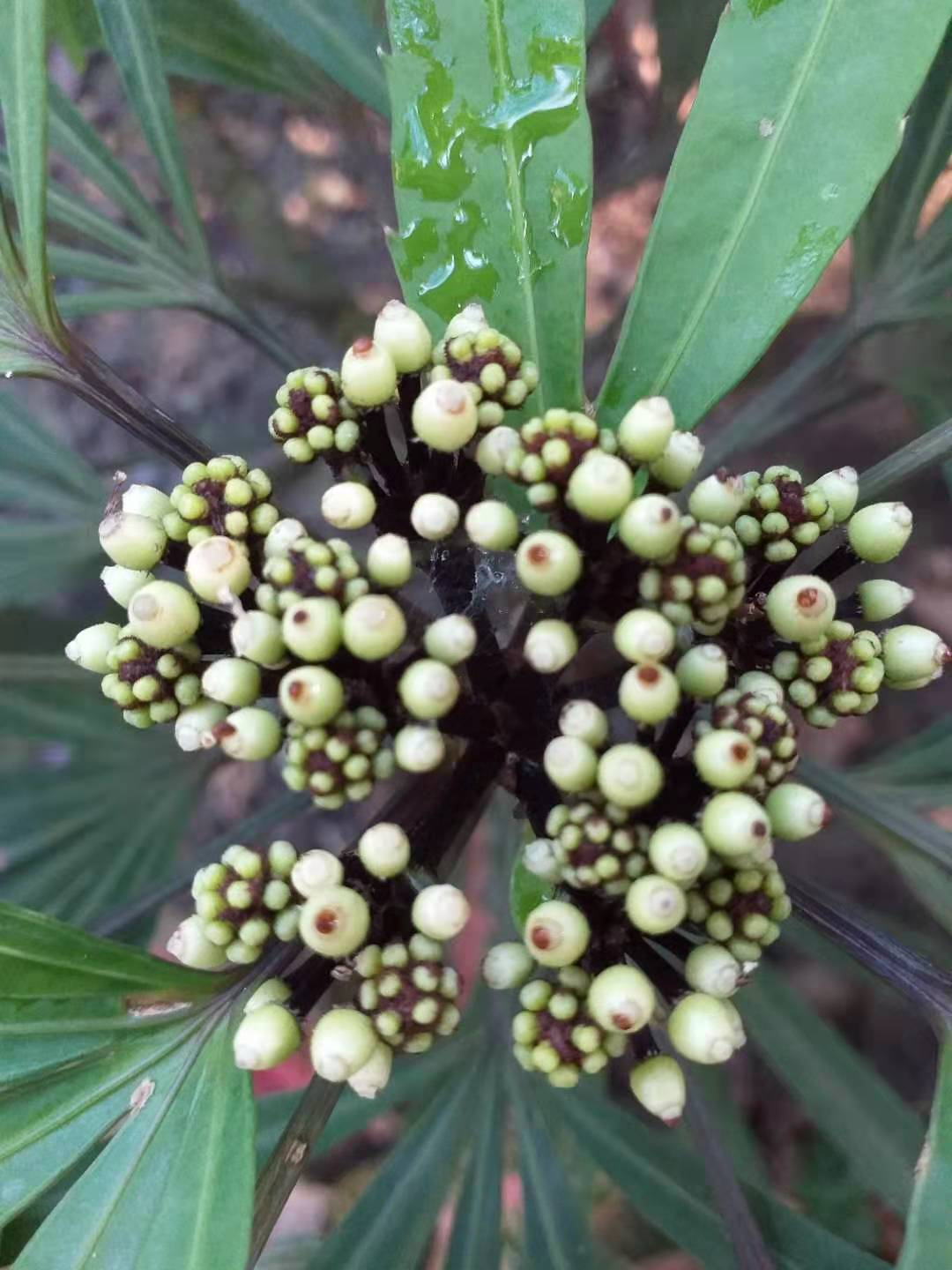
幼果
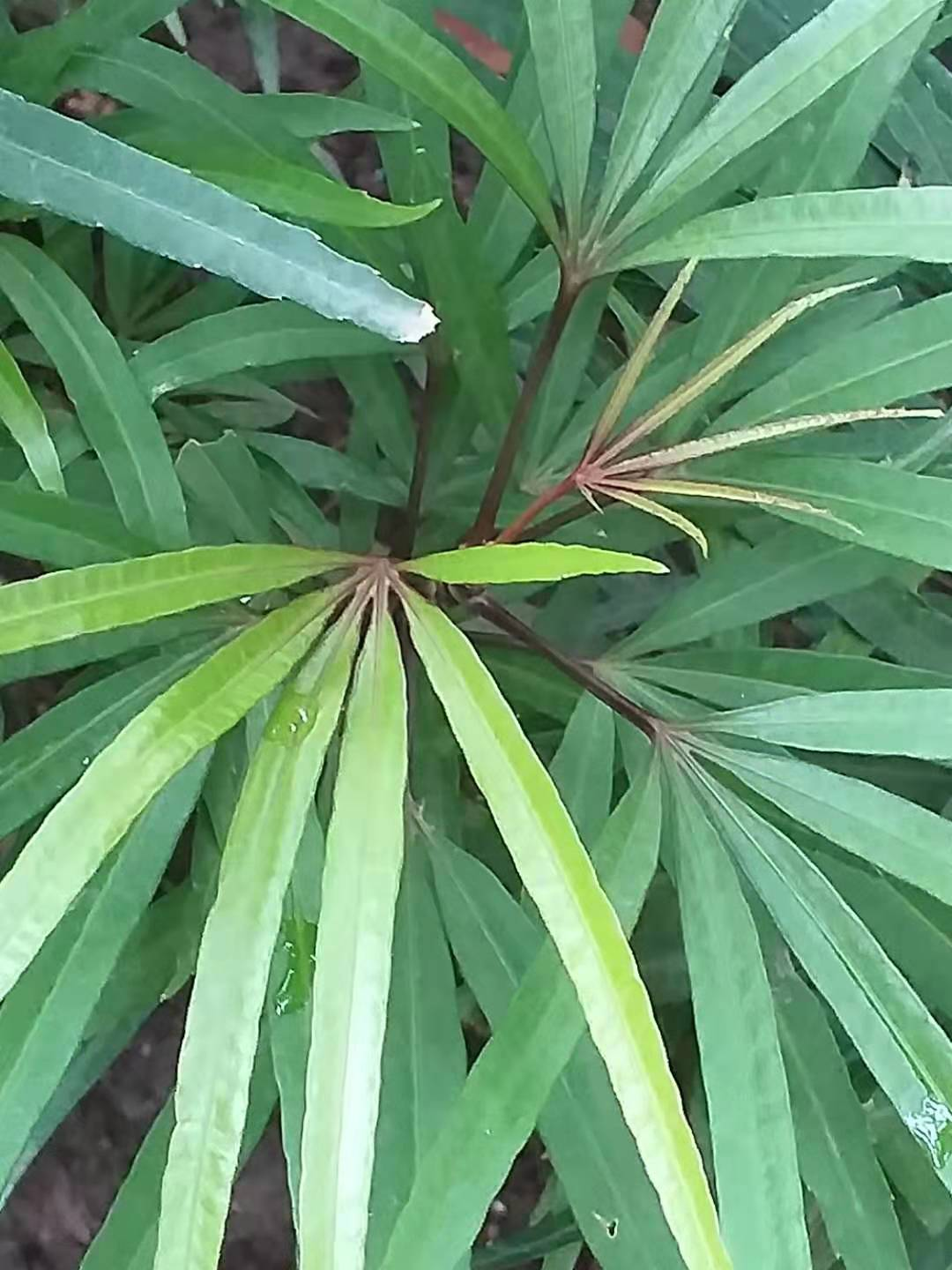
葉片

## 引文出處
1. 1 2 3  . tlpg.hsiliu.org.tw.   [2019-08-26]. （原始内容存档于2019-08-26）.
2. 1 2  . kplant.biodiv.tw.   [2019-08-26]. （原始内容存档于2020-02-07）.

## 擴展閱讀
- 維基物種上的相關：五爪木
- 维基共享资源上的相關多媒體資源：五爪木